# Evi Eva
Evi Eva (Berlín, 30 de diciembre de 1899-Berlín Occidental, 4 de enero de 1985), nombre real Johanna Martha Elly Giese, fue una actriz de cine alemana.

## Biografía
A los 19 años inició su carrera como actriz. Muchas veces actuó como jovencita berlinés o pequeños papeles en comedias cinematográficas. Además de su trabajo cinematográfico, también actuó en los escenarios de Berlín. A finales de los años 20 fue disminuyendo su actividad y realizaba papeles cada vez más insignificantes. Fue prácticamente olvidada con el inicio de la era del cine sonoro. Posteriormente vivió en muy malas condiciones y en 1962 se mudó a Múnich, pero finalmente regresó a Berlín.

## Filmografía seleccionada
- The Eyes as the Accuser (1920)
- The Secrets of Berlin (1921)
- At the Edge of the Great City (1922)
- Hallig Hooge (1923)
- The Heart of Lilian Thorland (1924)
- Mister Radio (1924)
- The Hobgoblin (1924)
- Gobseck (1924)
- The King and the Girl (1925)
- Athletes (1925)
- The Morals of the Alley (1925)
- The Salesgirl from the Fashion Store (1925)
- The Marriage Swindler (1925)
- The Last Horse Carriage in Berlin (1926)
- The Great Duchess (1926)
- Annemarie and Her Cavalryman (1926)
- The Violet Eater (1926)
- I Liked Kissing Women (1926)
- The Orlov (1927)
- The Lady with the Tiger Skin (1927)
- The Prince's Child (1927)
- Forbidden Love (1927)
- Immorality (1928)
- Today I Was With Frieda (1928)
- Only a Viennese Woman Kisses Like That (1928)
- Dawn (1929)
- We Stick Together Through Thick and Thin (1929)
- The Merry Wives of Vienna (1931)
- Shooting Festival in Schilda (1931)
- Urlaub auf Ehrenwort (1938)